# Kazuo Saitō
Kazuo Saitō (斉藤 和夫?, Saitō Kazuo; Saitama, 27 luglio 1951) è un allenatore di calcio ed ex calciatore giapponese, di ruolo difensore.

## Carriera

### Calciatore
Dopo essersi formato nel club calcistico dell'università Hosei, nel 1974 passò al Mitsubishi Heavy Industries. Fino al 1989, anno del suo ritiro dal calcio giocato, disputò 248 incontri divenendo il quarto miglior giocatore in termini di presenze della Japan Soccer League e venendo incluso per due volte nel miglior undici del campionato. Conta 32 presenze in nazionale maggiore, tra il 1976 e il 1984.

### Allenatore
Subito dopo il ritiro fu assunto alla guida tecnica del Mitsubishi Heavy Industries, alla sua prima retrocessione in seconda divisione: riportata la squadra in massima serie, Saitō la traghettò verso due salvezze consecutive per poi lasciare la panchina a Takaji Mori in concomitanza della trasformazione del club in squadra professionistica. Assunto nello staff tecnico del JEF United, nel 1997 allenò per un breve periodo il Kawasaki Frontale, appena passato al professionismo quindi, nel 2000, ritornò agli Urawa Red Diamonds conducendoli verso un'immediata promozione in prima divisione. Concluse la propria carriera di allenatore professionista guidando la squadra delle riserve del JEF United tra il 2002 e il 2003.

## Statistiche

### Presenze e reti nei club
| Stagione | Squadra                      | Campionato | Campionato | Campionato |
| Stagione | Squadra                      | Comp       | Pres       | Reti       |
| -------- | ---------------------------- | ---------- | ---------- | ---------- |
| 1974     | Mitsubishi Heavy Ind.        | JSL1       | 15         | 0          |
| 1975     | Mitsubishi Heavy Ind.        | JSL1       | 18         | 0          |
| 1976     | Mitsubishi Heavy Ind.        | JSL1       | 17         | 1          |
| 1977     | Mitsubishi Heavy Ind.        | JSL1       | 18         | 1          |
| 1978     | Mitsubishi Heavy Ind.        | JSL1       | 13         | 0          |
| 1979     | Mitsubishi Heavy Ind.        | JSL1       | 14         | 0          |
| 1980     | Mitsubishi Heavy Ind.        | JSL1       | 18         | 1          |
| 1981     | Mitsubishi Heavy Ind.        | JSL1       | 18         | 0          |
| 1982     | Mitsubishi Heavy Ind.        | JSL1       | 18         | 0          |
| 1983     | Mitsubishi Heavy Ind.        | JSL1       | 12         | 0          |
| 1984     | Mitsubishi Heavy Ind.        | JSL1       | 15         | 0          |
| 1985-86  | Mitsubishi Heavy Ind.        | JSL1       | 21         | 0          |
| 1986-87  | Mitsubishi Heavy Ind.        | JSL1       | 19         | 0          |
| 1987-88  | Mitsubishi Heavy Ind.        | JSL1       | 20         | 0          |
| 1988-89  | Mitsubishi Heavy Ind.        | JSL1       | 12         | 0          |
|          | Totale Mitsubishi Heavy Ind. |            | 248        | 3          |

## Palmarès

### Club
- Japan Soccer League: 2

1978, 1982
- Japan Soccer League Cup: 2

1978, 1981
- Coppa dell'Imperatore: 2

1978, 1980

### Individuale
- Incluso nella Best XI del campionato: 2 volte